# Autoría de las obras de Shakespeare

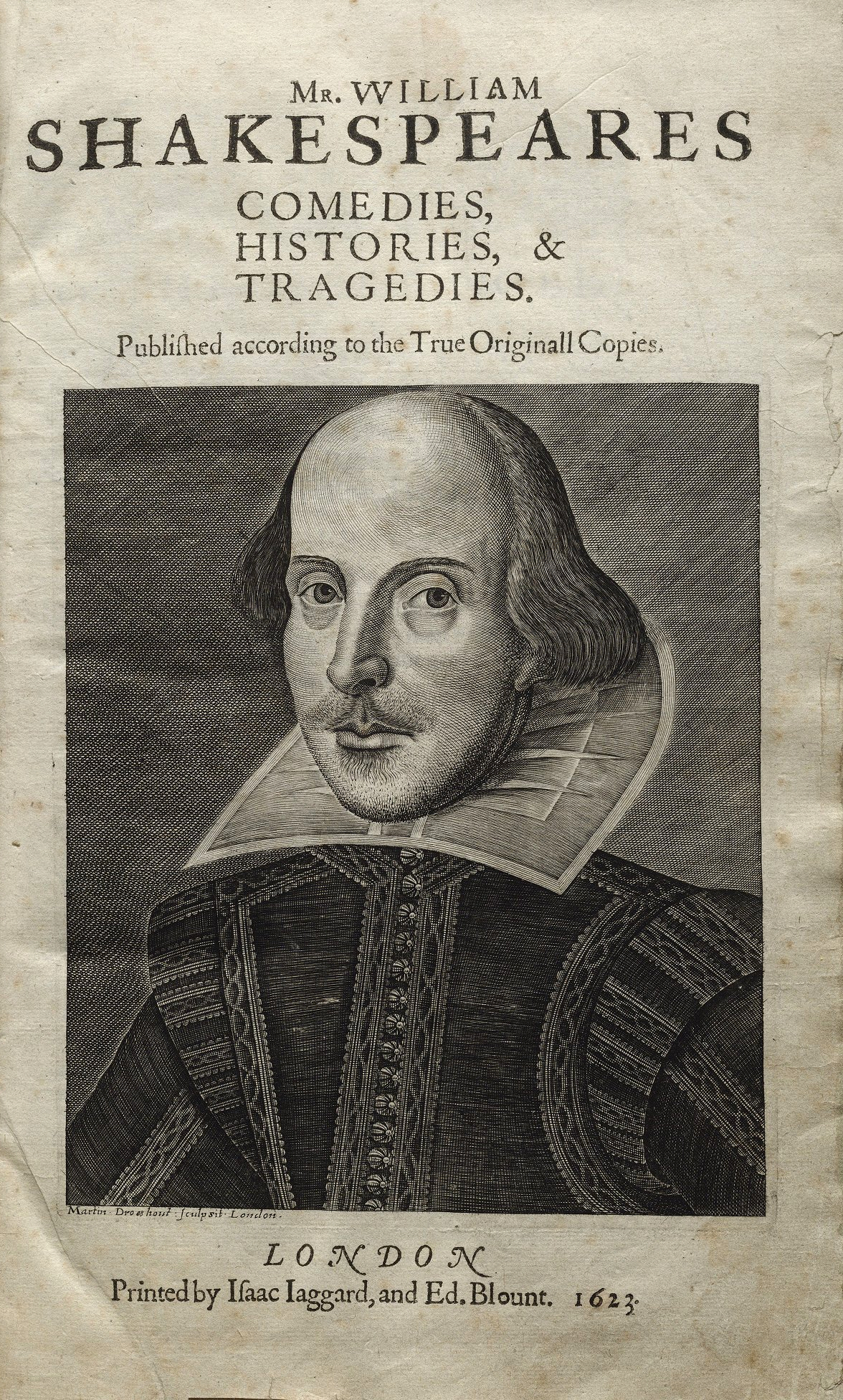
Portada del First Folio de 1623.

Alrededor de ciento cincuenta años después de la muerte de William Shakespeare, ocurrida en 1616, muchas dudas comenzaron a emerger en el ámbito literario británico, sobre la autoría del dramaturgo de las obras y poesías atribuidas a su persona. El término “autoría shakespeariana” se refiere normalmente a la teoría de conspiración preponderada por los académicos que se mostraban reacios a creer en Shakespeare como compositor de la producción literaria que giraba a sus espaldas. Debe ser distinguida de los debates menos contenciosos que versan sobre lo que realmente Shakespeare escribió en el mundo colaborador del teatro isabelino.

## Revisión
El registro histórico muestra que desde 1590 a 1620, un buen número de obras y poemas fueron publicados bajo el nombre de William Shakespeare, y que la compañía que representaba las piezas teatrales incluía a un actor del mismo nombre. Este artista puede ser identificado como el William Shakespeare nacido en Stratford-upon-Avon, dado que este último dejó acciones en su testamento que iban destinadas al cuerpo actoral de la compañía londinense. También, la existencia de un monumento funerario en Stratford que lo proclama como escritor y que los poemas del First Folio le llaman el "Cisne de Avon", avalarían el prestigio del que gozó el autor ya en su tiempo. La visión tradicional del William Shakespeare de Stratford es aquella en la que el joven poeta deja su pueblo natal para trabajar en Londres y conseguir triunfar en el Teatro empezando desde el humilde puesto de quien abre la puerta de las carrozas.
Los antistratfordianos niegan esta versión y consideran que Shakespeare no contaba con la suficiente formación como para haber escrito las obras y los poemas que se le atribuyen. De esta manera, sostienen que Shakespeare, el actor de Stratford, era la máscara de otro autor que deseaba permanecer en el anonimato. El debate de autoría gira, pues, en torno a dos preguntas: ¿Era el Shakespeare de Stratford inhábil para escribir las obras teatrales que se le atribuyen y le merecieron su fama? Y en el caso de que así fuera, ¿Quién pudo ser el autor que se ocultó detrás de su nombre?

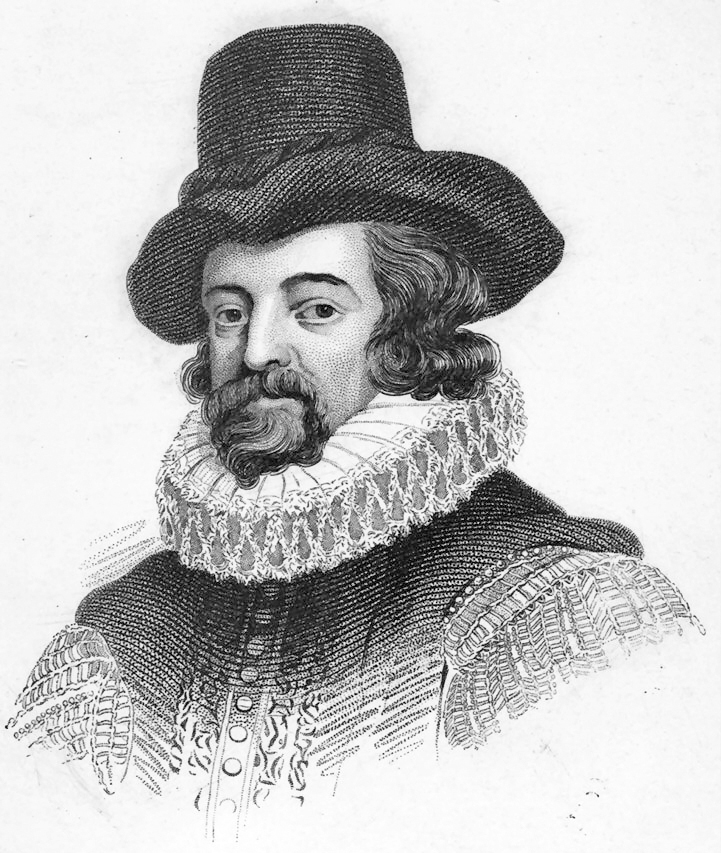
El escritor y filósofo sir Francis Bacon.

Durante el siglo XIX, el candidato alternativo más popular fue sir Francis Bacon, aunque la mayoría de los críticos del momento se mostraron refractarios a cualquier disyuntiva. El poeta estadounidense Walt Whitman manifestó su escepticismo cuando le dijo a Horace Traubel: «Estoy con vosotros, compañeros, cuando decís “no” a Shakespeare [...]: es a lo que puedo llegar. Respecto a Bacon, bueno, veremos, veremos».
A partir de 1980, el dramaturgo Edward de Vere (1550-1604) ―cuyo caso fue abordado por John Thomas Looney (en 1920) y por Charlton Ogburn (en 1984)― fue otro presunto acreedor del amplio legado shakespeariano. El poeta y dramaturgo Christopher Marlowe ha sido asimismo catalogado dentro de la lista de las posibilidades: su temprana muerte en extrañas circunstancias anima la teoría Marlowe. Otros autores han sido propuestos, pero sin conseguir un número significativo de adeptos.
Actualmente, el canon en el mundo académico es que la autoría de las obras de Shakespeare está bien establecida, no dando relevancia a las dudas que se suscitan sobre esta autoría, considerándolas meras especulaciones.

### Terminología

#### Stratfordianos y antistratfordianos
Aquellos que cuestionan al William Shakespeare de Stratford-upon-Avon como autor de sus obras, se denominan a sí mismos antistratfordianos, mientras que los que no cuestionan la capacidad del dramaturgo, en este sentido, son conocidos como stratfordianos ―aunque no se proclamen bajo este nombre, puesto que dan por hecho la autoría shakespeariana―.

## Teorías que niegan la autoría de Shakespeare
Shakespeare habría muerto de fiebre, como consecuencia de su estado de embriaguez en febrero de 1616, cuando celebró una reunión literaria con Ben Jonson y Drayton, dos editores de gran renombre.
Tras el incendio del Globe Theatre, muchos textos se perdieron, quedando en manos de distintos escritores, que se tomarían el trabajo de reescribirlos.
Entre ellos figuraban los nombres de John Fletcher y John Donne, quienes se reunían con Shakespeare el primer viernes de cada mes. Obras como Enrique VIII, que ha sido atribuida al dramaturgo inglés, fueron redactadas en compañía de otros autores como el ya mencionado Fletcher.
Es bastante probable que Shakespeare fuera influenciado por allegados a su círculo intelectual, tal era el caso de Marlowe, Nash y Peele, señalados por los antistratfordianos como posibles autores de las 36 epopeyas de la literatura universal que serían registradas en el First folio, hacia 1623.
La mayor preocupación era la que concernía a la división de bienes por oportunas publicaciones. Algunos autores evitaban tener que pagar dividendos a otros colegas, por lo que se concentraban en editar sus obras bajo el nombre de un único hombre de letras.
El decimoséptimo conde de Oxford, Edward de Vere (1550-1604), ha sido apuntado como el más fiable de todos los escritores que podrían haber escrito gran parte de las obras de Shakespeare.
Poeta lírico y dramaturgo, a Edward no le interesaba el dinero ni el reconocimiento ajeno, por lo que terminó sumido en la pobreza al ceder sus derechos a la compañía Chamberlain, oportunidad de la que Shakespeare pudo haber sacado algún provecho.
Vere temía, además, que la reina Isabel I le cancelara la renta anual de 1000 libras que recibía para su propio mantenimiento; hecho que terminaría por concretarse una vez que la monarca tomara represalia en respuesta de las malas administraciones del conde.
El afamado John Lyly y el poeta Anthony Munday, bien pudieron haber contribuido con buena parte de la tarea del gran dramaturgo.
Sakspere ―como se deletreaba originalmente― solo ha dejado su huella en una serie de documentos de índole mercantil y judicial; algo que los grafólogos atribuyen a un hombre de nivel académico insuficiente.
Muchas reseñas biográficas sobre la vida del escritor isabelino han pretendido desestimar a una decena de presuntos coautores, elevando a Shakespeare a la categoría de los grandes de la literatura universal, posición que ocupan unos pocos como Cervantes, Homero, Dante, Virgilio, Sófocles, entre otros.
Thomas Looney, historiador británico especialista en literatura isabelina, puso de relieve la presunta autenticidad del autor del First folio.
El filósofo y médico neurólogo austríaco Sigmund Freud lo secundó en 1938, expresándole sus más sinceras felicitaciones y mencionando a Edward de Vere, como el verdadero y silenciado artista, responsable de gran parte del volumen literario de William.
Al club de los “antistratfordianos” se sumó el ilustrado francés Voltaire, como lo demuestra su dura manifestación: "Los ingleses lo compararan con Sófocles. Era fecundo y sublime, es cierto, pero sin el menor gusto y sin el menor conocimiento de las reglas."
La teoría baconiana defiende que fue Francis Bacon quien creó las obras atribuidas a Shakespeare, y que este nombre sería un seudónimo con claves masónicas.
El nombre que Bacon construyó para aparecer en sus obras habría sido el de William Shakespeare, sin ninguna referencia a Stratford, asociado con un nombre similar (Shakspur).
Existen razones para sospechar que el Shakspur de Stratford no tenía relación alguna con William Shakespeare. Se considera que el año 1623 fue elegido intencionalmente por Bacon para la publicación del First Folio, por los estrechos vínculos de los números que lo componen con los nombres combinados de William Shakespeare y Francis Bacon. En otras palabras, el número total de las letras de los dos nombres suma 33, un número clave en la masonería.
William Shakespeare + sir Francis Bacon = 33 letras.
La principal evidencia baconiana se funda en la presentación de un motivo para el ocultamiento, las circunstancias que rodean la primera puesta en escena de La comedia de las equivocaciones, la proximidad de Bacon a la carta de William Strachey a partir de la cual muchos estudiosos creen que se basó La Tempestad, interpretación de alusiones en las obras al conocimiento legal de Bacon, los numerosos supuestos paralelismos con las obras publicadas de Bacon y anotaciones en el Promus (su libro de notas personal), el interés de Bacon en las historias civiles, alusiones sostensiblemente autobiográficas en las obras de teatro y coincidencias temporales documentadas entre la actividad de Bacon, la muerte de Shakspur y la publicación del First Folio.

## Teorías que defienden la autenticidad de Shakespeare
Dentro de los argumentos que se hallan a favor del dramaturgo, encontramos, en primera instancia, el de su padre John, alcalde de Stratford y promotor de las empresas teatrales ambulantes.
William pudo entonces sentirse atraído por la comedia, como así lo atestiguan pequeñas referencias que aluden a su temprana carrera como actor, y que terminarían constituyendo su capacidad de narrar y el sentimiento que le llevó a escribir, tras atender al llamado de la reina Isabel I, que se encontraba en busca de nuevos talentos nacionales que pudieran competir a la par de las personalidades más destacadas del arte literario español.
Shakespeare comenzó su carrera, siguiendo muy de cerca a Wyatt y Surrey, de quienes adoptó algunos elementos que le valieron para la elaboración de sus primeros sonetos.
Spenser también pudo haber sido un modelo a seguir por el autor, y escritores como Nashe y Marlowe extendían y modificaban algunos de sus pasajes.
Robert Greene fue uno de los críticos que atacó más duramente a la obra de Shakespeare, mientras que Richard Field se encargó de publicar su primer gran trabajo: Venus y Adonis.
Ben Jonson, un escritor del período jacobeo, sería su máximo defensor, al tiempo que Condell y Heminges consagrarían su esfuerzo con su primera edición del First Folio.

## Crítica actual
En el presente, las dudas siguen alimentándose de forma inversa al éxito de Shakespeare. Francis Bacon (1561-1626), político, filósofo, científico y hombre de letras sigue siendo el aspirante predilecto de la crítica.
Uno de los aspectos negativos que más se ha sacado a relucir es el de las dificultades que tuvo el dramaturgo en acceder a una digna educación, con lo cual se haría difícil atribuirle tantas referencias intelectuales como encontramos en sus obras.
No obstante, quienes defienden la autenticidad de Shakespeare, lo hacen alegando que el no haber dispuesto de formación universitaria no sería excusa, puesto que el autor tuvo acceso a libros que reflejaban los temas principales que explotaría más adelante en sus obras.
Además, el que William no dispusiera de conocimientos de métrica no lo descalifica necesariamente, sino téngase en cuenta lo que diría su contemporáneo John Lyly: "El poeta nace, no se hace".
La muerte de Hamnet, su hijo menor, podría asimismo dar fe de la autoría de Shakespeare sobre "Hamlet", posiblemente dedicada a aquel.

## Lectura complementaria
Ortodoxos / neutral:
- Bertram Fields, Players: The Mysterious Identity of William Shakespeare (2005).
- H. N. Gibson, The Shakespeare Claimants (Londres, 1962). (Una revisión escrita desde una perspectiva ortodoxa).
- E.A. Honigman: The Lost Years, 1985.
- John Michell, Who Wrote Shakespeare? (Londres: Thames y Hudson, 1999). ISBN 0-500-28113-0. (Una reivisón neutral).
- Irvin Leigh Matus, Shakspeare, in Fact (Londres: Continuum, 1999). ISBN 0-8264-0928-8. (Respuesta ortodoxa a la teoría oxfordiana).
- Ian Wilson: Shakespeare - The Evidence, 1993.
- Scott McCrea: "The Case for Shakespeare" (Westport CT: Praeger, 2005). ISBN 0-275-98527-X.
- Bob Grumman: "Shakespeare & the Rigidniks" (Port Charlotte FL: The Runaway Spoon Press, 2006).

Oxfordianos:
- Mark Anderson, "Shakespeare" By Another Name (2005).
- Al Austin y Judy Woodruff, The Shakespeare Mystery, 1989. Documental. . (largometraje sobre el caso de Oxford.).
- J. Thomas Looney, Shakespeare Identified in Edward de Vere, Seventeenth Earl of Oxford (Londres: Cecil Palmer, 1920). . (El primer libro en promover la teoría oxfordiana).
- Charlton Ogburn Jr., The Mysterious William Shakespeare: The Man Behind the Mask. (Nueva York: Dodd, Mead & Co., 1984). (Libro influencial que critica a la academia ortodoxa y promociona a la oxfordiana).
- Diana Price, Unorthodox Biography: New Evidence of An Authorship Problem (Westport, Ct: Greenwood, 2001). . (Introducción a los presuntos problemas evidenciales de la tradición ortodoxa).

Baconianos:
- Barry R. Clarke, The Shakespeare Puzzle, Lulu Press 2006, ISBN 1-4116-7880-X (gratis)
- N. Cockburn, The Bacon Shakespeare Question, publicación privada 1998 (Contenidos) (Un repaso de Barry sobre la "evidencia").
- Peter Dawkins: The Shakespeare Enigma, Polair Publ., Londres 2004, ISBN 0-9545389-4-3 (ingl.).
- Amelie Deventer von Kunow, Francis Bacon: Last of the Tudors, trad. Willard Parker (1924).
- Penn Leary, Cryptographic Shakespeare

Rutlandianos:
- Karl Bleibtreu: Der Wahre Shakespeare, Múnich 1907, G. Mueller
- Lewis Frederick Bostelmann: Rutland, Nueva York 1911, compañía editorial de Rutland
- Celestin Demblon: Lord Rutland est Shakespeare, París 1912, Charles Carrington
- Pierre S. Porohovshikov (Porokhovshchikov): Shakespeare Unmasked, Nueva York 1940, Savoy
- Ilya Gililov: The Shakespeare Game: The Mystery of the Great Phoenix, Nueva York : Algora Pub., c2003., ISBN 0-87586-182-2, 0875861814 (pub.) - estudio más actual sobre la teoría rutlandiana.

Debates académicos sobre la autoría shakespeariana:
- Jonathan Hope, The Authorship of Shakespeare's Plays: A Socio-Linguistic Study (Cambridge University Press, 1994). (Relacionado al 'debate' que engloba a las colaboraciones de Shakespeare y sus apócrifos, sin las teorías de falsa identidad).